# Supercoppa del Belgio 2022
La Supercoppa del Belgio 2022 è stata la quarantaduesima edizione della Supercoppa del Belgio, che si svolta in un incontro unico il 17 luglio 2022 tra il Club Bruges, vincitore del campionato, e il Gent, che ha trionfato nella coppa nazionale. Il Club Bruges ha conquistato il trofeo per la diciassettesima volta nella sua storia.

## Le squadre
| Squadre     | Qualificazione                             | Partecipazioni precedenti (il grassetto indica la vittoria)                                                           |
| ----------- | ------------------------------------------ | --- |
| Club Bruges | Vincitrice della Pro League 2021-2022      | 19 (1980, 1986, 1988, 1990, 1991, 1992, 1994, 1995, 1996, 1998, 2002, 2003, 2004, 2005, 2007, 2015, 2016, 2018, 2021) |
| Gent        | Vincitore della Coppa del Belgio 2021-2022 | 3 (1984, 2010, 2015)                                                                                                  |

## Tabellino
| Arbitro: | Erik Lambrechts (Leuven) |

|                |           |  |
| Skov Olsen 39’ | Marcatori |  |